# Burni Kekeh
Burni Kekeh är ett berg i Indonesien.   Det ligger i provinsen Aceh, i den västra delen av landet, 1 600 km nordväst om huvudstaden Jakarta. Toppen på Burni Kekeh är 1 235 meter över havet.
Terrängen runt Burni Kekeh är kuperad åt sydväst, men åt nordost är den bergig.Runt Burni Kekeh är det mycket glesbefolkat, med 7 invånare per kvadratkilometer. Det finns inga samhällen i närheten. I omgivningarna runt Burni Kekeh växer i huvudsak städsegrön lövskog.